# Frédéric Duval (archiviste)
Frédéric Duval, né le 25 août 1876 à Magny-le-Désert dans l'Orne et mort pour la France à Estrée-Deniécourt dans le département de la Somme le 20 juillet 1916, est un archiviste-paléographe et historien français du XXe siècle. Son nom est inscrit au Panthéon parmi les 560 écrivains morts au combat pendant la Première Guerre mondiale.

## Biographie
Frédéric Victor Duval, né le 25 août 1876 à Magny-le-Désert, est le fils de Victor Émile Théophile Duval (1843-1922), fabricant et de Victorine Anne Léonie Chalaux (1854-1937). Il est le neveu de l'archiviste de l'Orne Louis Duval. 
Il commence sa formation au petit-séminaire de La Ferté-Macé puis vient poursuivre ses études à Paris, à la Sorbonne. Il est nommé élève de l'École des Chartes en novembre 1895 et suit parallèlement des cours à l'École pratique des hautes études de 1895 à 1900. Après avoir interrompu ses études pour faire son service militaire au 103e régiment d'infanterie à Alençon de 1897 à 1898, il est nommé archiviste-paléographe en février 1901, après avoir rédigé une thèse intitulée Essai sur Marguerite d'Angoulême et Charles d'Alençon.
Il prend les fonctions de bibliothécaire-archiviste de la ville de Saint-Denis en 1902 à la suite de Fernand Bournon. On lui doit l’inventaire des archives anciennes et le classement exhaustif des archives du XIXe siècle avec la publication du catalogue du fonds moderne (1790-1903) en 1914. Il est aussi en 1902 secrétaire de la rédaction de la Revue des questions historiques et président de la Conférence des études historiques. Mais c'est surtout à des œuvres sociales et notamment à l'éducation de la jeunesse ouvrière qu'il consacre, avec une conviction catholique sociale, la majeure partie de son activité. Il est particulièrement actif au patronage de Montrouge et travaille à créer un institut social catholique.
Il épouse Marthe Marie Justine Duhazé (1883-1911) le 7 août 1905 à Flers. Celle-ci meurt avant d'avoir atteint 30 ans.
Mobilisé comme sergent au 20e régiment d'infanterie territoriale à Lisieux, il est envoyé au front le 2 novembre 1915 comme sergent à la 1re compagnie de mitrailleuses au 319e régiment d'infanterie et tué par des éclats d'obus au cours de la bataille de la Somme, le 20 juillet 1916 à Estrée-Deniécourt,,. Il est inhumé à la nécropole nationale de Maucourt (tombe 198).
La citation à l'ordre du régiment parle de lui comme d'un « excellent sous-officier ; a su maintenir d'une façon constante et en toute circonstance le moral des hommes placés sous ses ordres. Le 20 juillet 1916, ayant appris qu'une section de mitrailleuses était privée de chefs, est allé spontanément en prendre le commandement malgré un violent tir de barrage ; a été tué en se rendant à son poste ».
Ses Carnets de guerre d'un sergent mitrailleur, publiés en 1919 sont classifiés par Jean Norton Cru dans la catégorie IV sur son échelle des témoignages dans son ouvrage Témoins (1929).

## Œuvres principales
- Essai sur Marguerite d'Angoulême et Charles d'Alençon, thèse, 1901
- Une école de foi et d'énergie, le patronage de Montrouge, 1907
- Les terreurs de l'an mille, 1908
- Les Livres qui s’imposent : Vie religieuse, vie sociale, vie civique, 1912
- Carnets de guerre d'un sergent mitrailleur : août 1914 - juillet 1916, publié par Émile Chénon et André Lesert, 1919

## Distinctions
- 1912 : Académie française - Prix Fabien pour Les Livres qui s’imposent[18]

## Hommages
- Le nom de Frédéric Duval est inscrit au Panthéon dans la liste des 560 écrivains morts pour la France[19].
- Son nom figure dans sur les plaques commémoratives de l'École des Chartes, de la Sorbonne, du Monument aux Parisiens morts pendant la Première Guerre à Paris et de la bibliothèque municipale de Rouen.
- Dans son hommage aux grands écrivains normands morts pour la France lors de la cérémonie commémorative à la bibliothèque municipale de Rouen le 11 novembre 1938, Roland Dorgelès dit « qu'il n'y a pas une offensive, pas un secteur fameux, pas une date historique, où ne reste attaché le souvenir d'un écrivain soldat. […] la Somme, c'est Frédéric Duval, cet historien chrétien qui ne rêvait que de fraternité »[20].